# Antologia Nebula 2012
Antologia Nebula 2012 (în engleză The Nebula Awards Showcase 2012)  este o antologie de lucrări scurte științifico-fantastice editată de James Patrick Kelly și de John Kessel. A fost publicată pentru prima dată de către editura americană Pyr în mai 2012. Este a 46-a antologie Nebula (prima a apărut în 1965). În România a apărut la Editura Trei, în 2013, sub traducerea lui Mihai-Dan Pavelescu, Ana-Veronica Mircea și Alina Sârbu.

## Nu sunt incluși în antologie toți candidații diferitelor premii.
Cartea colectează lucrările care au câștigat sau au fost nominalizate pentru Premiile Nebula pentru cel mai bun roman, nuvelă, nuveletă și povestire în anul 2011, precum și romanul care a câștigat Premiul Norton Andre în acel an, o povestire timpurie a lui James Tiptree, Jr., lucrări de non-ficțiune (eseuri) legate de premii și cele trei poezii care au câștigat premiile Premiul Rhysling și Dwarf Stars în 2010, împreună cu o introducere a redactorilor, scurte introduceri la fiecare lucrare de către autorii lor și postări „Despre autor” la fiecare lucrare. Romanul care a primit premiul Nebula  și cel care a primit premiul Andre Norton sunt prezentate în fragmente. Nu sunt incluși în antologie toți candidații diferitelor premii.

## Cuprins
- "In Which Your Editors Consider the Nebula Awards of Yesterday, Today, and Tomorrow" [Introducere] (eseu de James Patrick Kelly și John Kessel)
  - ro.: „Introducere: în care editorii analizează Premiile Nebula de ieri, azi și mâine”
- "Ponies" [unul dintre câștigătorii premiului Nebula pentru cea mai bună povestire, 2011] (Kij Johnson)
  - ro.: „Ponei”
- "The Sultan of the Clouds" [nominalizare pentru cea mai bună nuvelă, 2011] (Geoff Landis)
  - ro.: „Sultanul Norilor”
- "Map of Seventeen" [nominalizare pentru cea mai bună nuveletă, 2011] (Chris Barzak)
  - ro.: „Harta celor șaptesprezece”
- "And I Awoke and Found Me Here on the Cold Hill's Side" [povestire] (James Tiptree Jr.)
  - ro.: „M-am deșteptat și m-am trezit aici, pe coasta dealului cea înghețată”
- "In the Astronaut Asylum" [premiul Rhysling pentru cea mai bună poezie lungă, 2010] (Samantha Henderson și Kendall Evans)
  - ro.: „În azilul astronauților”
- "Pishaach" [nominalizare pentru cea mai bună nuveletă, 2011] (Shweta Narayan)
  - ro.: „Pishaach”
- "Excerpt from Blackout/All Clear [premiul Nebula pentru cel mai bun roman, 2011] (Connie Willis)
  - ro.: „Fragment din Blackout/All Clear (Camuflaj/Încetarea alarmei)”
- "Bumbershoot" [premiul Dwarf Stars pentru cea mai bună poezie, 2010] (Howard Hendrix)
  - ro.: „Umbrela”
- "Arvies" [nominalizare pentru cea mai bună povestire, 2011] (Adam Troy-Castro)
  - ro.: „Vere”
- "How Interesting: a Tiny Man" [unul dintre câștigătorii premiului Nebula pentru cea mai bună povestire, 2011] (Harlan Ellison)
  - ro.: „Ce interesant, un omuleț”
- "The Jaguar House, in Shadow" [nominalizare pentru cea mai bună nuveletă, 2011] (Aliette de Bodard)
  - ro.: „Casa Jaguarului, din umbră”
- "The Green Book" [nominalizare pentru cea mai bună povstire, 2011] (Amal El-Mohtar)
  - ro.: „Cartea Verde”
- "That Leviathan, Whom Thou Hast Made" [premiul Nebula pentru cea mai bună nuveletă, 2011] (Eric James Stone)
  - ro.: „Leviatanul acela pre carele l-ai zidit”
- "Excerpt from I Shall Wear Midnight [câștigător al premiului Andre Norton, 2011] (Terry Pratchett)
  - ro.: „Extras din I Shall Wear Midnight (Voi purta Miez-de-Noapte)”
- "To Theia" [premiul Rhysling pentru cea mai bună poezie scurtă, 2010] (Ann K. Schwader)
  - ro.: „Pentru Theia”
- "The Lady Who Plucked Red Flowers Beneath the Queen's Window" [nominalizare pentru cea mai bună nuvelă, 2011] (Rachel Swirsky)
  - ro.: „Doamna care-a cules flori roșii sub fereastra reginei”
- "2011 Nebula Awards Nominees and Honorees" [eseu]
  - ro.: „Premiile Nebula 2011. Nominalizări și câștigători”
- "Past Nebula Winners" [eseu]
  - ro.: „”
- "About the Cover" [eseu]
  - ro.: „”
- "About the Editors" [eseu]
  - ro.: „”
- „Lista completă a premiatelor Nebula”  (eseu)

## Primire
Publishers Weekly a catalogat cartea drept „o antologie remarcabilă ... plină de cele mai bune lucrări SF și de fantezie publicate în 2010”, în care „toate lucrările sunt opere de ficțiune remarcabile”. Recenzorul observă că „Cititorii vor savura scrierea unor autori atât de cunoscuți precum Connie Willis ... și Kij Johnson ..., precum și a unor noi veniți ca Amal El-Mohtar ... și Rachel Swirsky.

## Vezi și
- Lista volumelor publicate în Colecția Epsilon Science Fiction